# Prožurska Luka
Prožurska Luka – wieś w Chorwacji, w żupanii dubrownicko-neretwiańskiej, w gminie Mljet. W 2011 roku liczyła 40 mieszkańców.